# Choye
Cet article possède des paronymes, voir Roye et Soye.
Choye est une ancienne commune française située dans le département de la Haute-Saône, la région culturelle et historique de Franche-Comté et la région administrative Bourgogne-Franche-Comté. Elle est associée à la commune de Villefrancon pour former la commune nouvelle de Colombine.

## Géographie

### Localisation
La commune se trouve dans l'aire d'attraction de Besançon et dans sa zone d'emploi, ainsi que dans le bassin de vie de Marnay.

### Communes limitrophes
Les communes limitrophes sont  Angirey, Charcenne, Citey, Cugney, Gy, Saint-Loup-Nantouard, Sauvigney-lès-Gray, Velloreille-lès-Choye et Villefrancon.
| Saint-Loup-Nantouard                | Sauvigney-lès-Gray, Angirey | Citey     |
| Villefrancon, Velloreille-lès-Choye | Choye                       | Gy        |
| Cugney                              |                             | Charcenne |

### Géologie et relief
La superficie de la commune est de 14,40 km2 ; son altitude varie de 197  à   X280XX mètres.

### Hydrographie

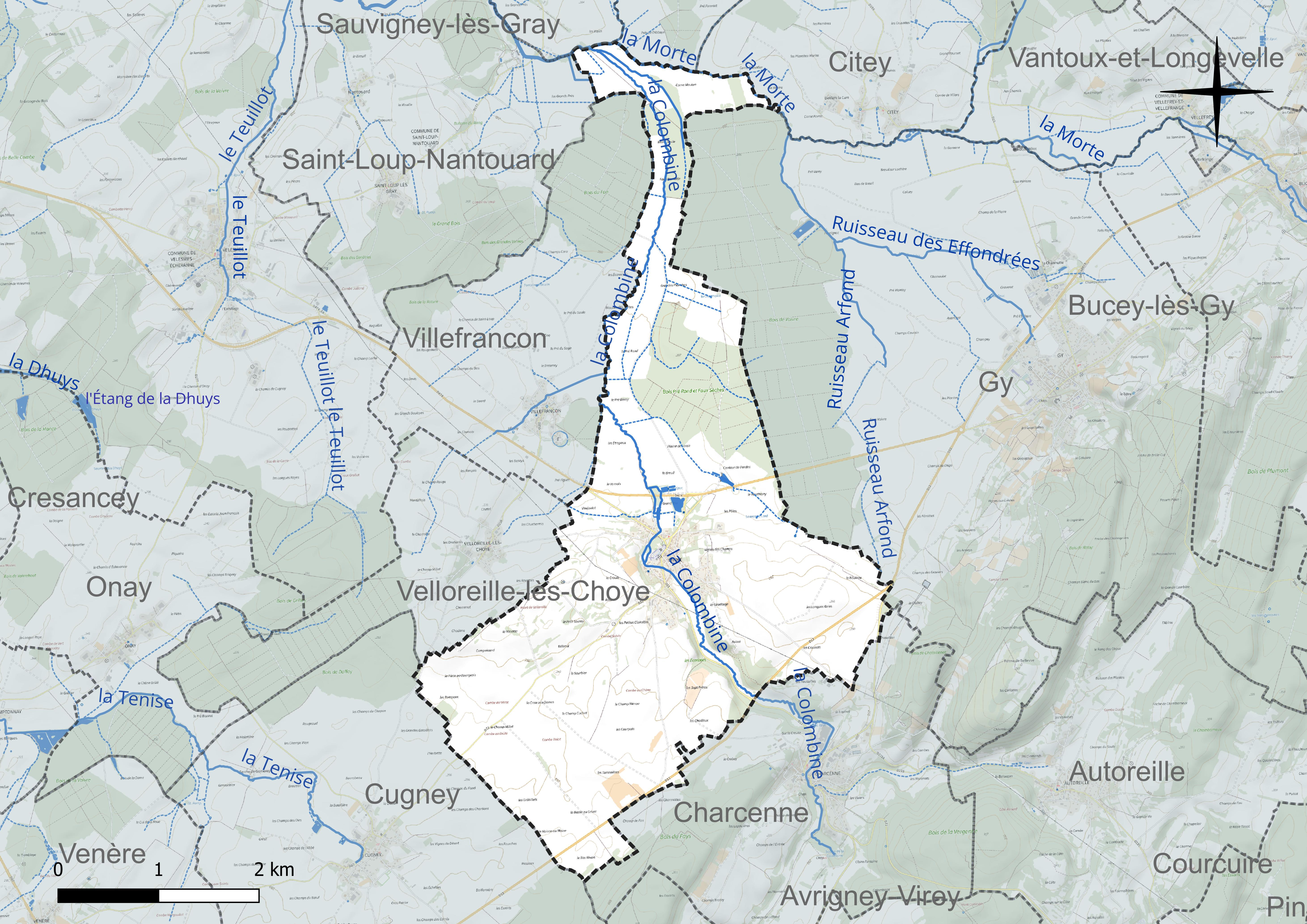
Carte hydrographique de la commune.

La commune est drainée par la Colombine, affluent en rive gauche de la Morthe, qui naît à Charcenne. Sa source alimente en eau potable pour les communes de Choye, Velloreille-lès-Choye, Villefrancon, Velesmes-Échevanne, Saint-Loup-Nantouard, Sauvigney-lès-Gray et Saint-Broing.

### Climat
Pour des articles plus généraux, voir Climat de la Bourgogne-Franche-Comté et Climat de la Haute-Saône.
En 2010, le climat de la commune est de type climat des marges montargnardes, selon une étude du Centre national de la recherche scientifique s'appuyant sur une série de données couvrant la période 1971-2000. En 2020, Météo-France publie une typologie des climats de la France métropolitaine dans laquelle la commune est exposée à un climat semi-continental et est dans la région climatique  Lorraine, plateau de Langres, Morvan, caractérisée par un hiver rude (1,5 °C), des vents modérés et des brouillards fréquents en automne et hiver.
Pour la période 1971-2000, la température annuelle moyenne est de 10,3 °C, avec une amplitude thermique annuelle de 17,6 °C. Le cumul annuel moyen de précipitations est de 997 mm, avec 13,1 jours de précipitations en janvier et 9,4 jours en juillet. Pour la période 1991-2020, la température moyenne annuelle observée sur la station météorologique de Météo-France la plus proche, « Cugney », sur la commune de Cugney à 4 km à vol d'oiseau, est de 11,2 °C et le cumul annuel moyen de précipitations est de 958,2 mm. 
La température maximale relevée sur cette station est de 40 °C, atteinte le 31 juillet 2020 ; la température minimale est de −17 °C, atteinte le 20 décembre 2009,,.
Les paramètres climatiques de la commune ont été estimés pour le milieu du siècle (2041-2070) selon différents scénarios d'émission de gaz à effet de serre à partir des nouvelles projections climatiques de référence DRIAS-2020. Ils sont consultables sur un site dédié publié par Météo-France en novembre 2022.

## Urbanisme

### Typologie
Au 1er janvier 2024, Choye est catégorisée commune rurale à habitat dispersé, selon la nouvelle grille communale de densité à sept niveaux définie par l'Insee en 2022.
Elle est située hors unité urbaine. Par ailleurs la commune fait partie de l'aire d'attraction de Besançon, dont elle est une commune de la couronne,. Cette aire, qui regroupe 310 communes, est catégorisée dans les aires de 200 000 à moins de 700 000 habitants,.

### Occupation des sols

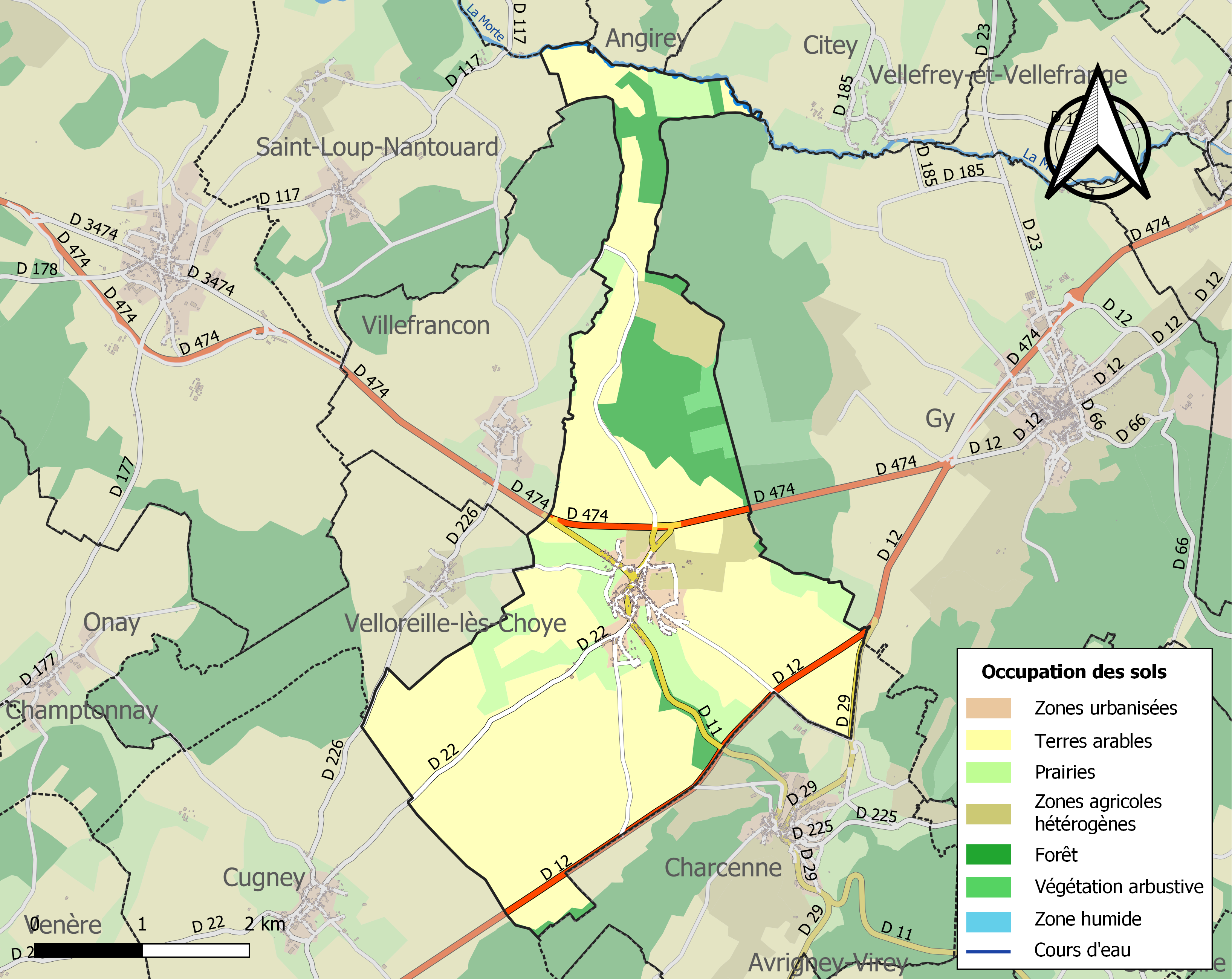
Carte des infrastructures et de l'occupation des sols de la commune en 2018 (CLC).

L'occupation des sols de la commune, telle qu'elle ressort de la base de données européenne d’occupation biophysique des sols Corine Land Cover (CLC), est marquée par l'importance des territoires agricoles (84,7 % en 2018), en diminution par rapport à 1990 (85,6 %).
La répartition détaillée en 2018 est la suivante : terres arables (65,5 %), prairies (13,6 %), forêts (10,8 %), zones agricoles hétérogènes (5,6 %), zones urbanisées (3,2 %), milieux à végétation arbustive et/ou herbacée (1,3 %).
L'évolution de l’occupation des sols de la commune et de ses infrastructures peut être observée sur les différentes représentations cartographiques du territoire : la carte de Cassini (XVIIIe siècle), la carte d'état-major (1820-1866) et les cartes ou photos aériennes de l'IGN pour la période actuelle (1950 à aujourd'hui).

### Habitat et logement
En 2021, le nombre total de logements dans la commune était de 228, alors qu'il était de 213 en 2016 et de 198 en 2011.
Parmi ces logements, 88,2 % étaient des résidences principales, 3,5 % des résidences secondaires et 8,3 % des logements vacants. Ces logements étaient pour 91 % d'entre eux des maisons individuelles et pour 9 % des appartements.
Le tableau ci-dessous présente la typologie des logements à Choye en 2021 en comparaison avec celle de la Haute-Saône et de la France entière. Une caractéristique marquante du parc de logements est ainsi la faible proportion des résidences secondaires et logements occasionnels (3,5 %) par rapport au département (6,2 %) et à la France entière (9,7 %).
| Typologie                                               | Choye | Haute-Saône | France entière |
| ------------------------------------------------------- | ----- | ----------- | -------------- |
| Résidences principales (en %)                           | 88,2  | 83,2        | 82,2           |
| Résidences secondaires et logements occasionnels (en %) | 3,5   | 6,2         | 9,7            |
| Logements vacants (en %)                                | 8,3   | 10,6        | 8,1            |

## Histoire

### Moyen Âge
Le village possédait un château qui avait été acquis par Thierry Ier, archevêque de Besançon (874-895), en même temps que les habitations voisines. Il disparut au XVIIe siècle.
En 1043, l’empereur Henri III rendit à l’archevêque Hugues Ier les chateaux de Choye, Gray et Vesoul qu’avait usurpé le comte de Bourgogne. En 1090, Renaud II, comte de Bourgogne, céda aux chapitres Saint Étienne et Saint Jean de Besançon tout ce qui lui appartenait (in villa quae dicitur Chois). Choye était du domaine des comtes de Bourgogne et ils paraissaient lui avoir apporté un intérêt particulier. La terre échut en partage à la branche cadette et, en 1191, lorsque Étienne de Bourgogne eut le dessous dans la lutte qu’il avait entreprise contre Othon de Méranie, comte Palatin, celui-ci s’empara de Choye, Scey sur Saône et Ferrières ; il obligea Étienne à lui en reconnaître la propriété en 1193. À la mort d’Othon, Étienne récupéra Scey et Ferrières, mais Choye ne lui fut pas rendu. Suivant une chronique citée par Duchêne (Histoire de Vergy), Othon II rendit Choye en 1211 : “la ville de Choix qu’il devoit acquitter de Dame Marguerite d’Oysi, jadis comtesse Bourgogne, qui tenoit la ville de Douaire”. En 1213 Etienne renonça définitivement à Choye et la céda au comte Palatin (villam quae dicitur Chois et plegios suos quantum ad hoc quod ad Chois attinet). Il obtint en échange tout ce que le comte possédait à Montigny : in Monteigneium juxta Vesulium (Montigny-lès-Vesoul).
Au XIIIe siècle une famille porta le nom de Choye. En 1222, Richard devint homme lige d’Othon III de Bourgogne, duc de Méranie, comte de Bourgogne, sauf la fidélité à son frère Étienne de Choye ; il jura de la recevoir dans le château qu’il tenait de lui, lui et les siens, chaque fois qu’il voudrait : le lendemain Étienne de Choye fit la même déclaration d’allégeance. Humbert de Choye est cité par Goullut comme contemporain du Palatin Othon III, duc de Méranie, mort en 1248.
Choye eut beaucoup à souffrir de la guerre des barons comtois contre Eudes IV, duc de Bourgogne. Elle fut prise et incendiée par eux en 1336. “Or, ces seigneurs campèrent Choye et autant qu’elle peut être secourue, en quarante huit heures ils la forcèrent” (Goullut). En 1364, les Routiers ou les Anglais ravagèrent de nouveau Choye. “Et de faict, haians pour capitaine un Guichard Monnot et l’armée fort puissante, ils se présentèrent à Choye qu’ils gaignèrent”. (Goullut).

### Temps modernes
La baronnie de Choye comprenait : Choye, Bonboillon, Venère, Hugier, Chancevigney, Bay, Sornay, Montagney, Cult, Virey, Motey, la Tour de Motey, Chancey et la vigne de Magney. À la mort de Jean de Vienne, seigneur de Choye, elle fut morcelée entre ses héritiers et ayants droit (1451). Jean de Longwy, mari de Jeanne de Vienne, eut Choye et Bonboillon. “Elle a passé à la maison de Varambon, à celle de Vienne, de Precipiano, de Seroz Granvelle et de Saint Mauris Crilla, aux seigneurs de la Baulme et au Président d’Ollivet en faveur de qui elle fut confirmée dans le titre de baronnie au mois de juin 1767. Le baron de Choye n’avait guère dans ce village que la seigneurie directe qui comprenait les droits de justice, d’épaves, d’aides, de tailles et de suzeraineté sur les fiefs qui en dépendaient.
Une maison dite de Choye ou de Roussel possédait en fief la tour de ce lieu avec des prés et des fonds dans ce territoire ; les actes publics donnaient à chacun des individus de cette maison le titre de miles et j’en trouve un grand nombre possesseur de ce fief depuis commencement du XIVe siècle jusqu’en 1501. Ce n’est que vers cette époque qu’eut lieu la réunion de leur fief à la baronnie.” (Almanach de 1785). La commanderie de Sales et les abbayes d’Acey et de Corneux y avaient d’importantes possessions.

### Révolution française et Empire
1789 : bailliage et décanat de Gray
1790 : District de Gray, canton de Gy

### Époque contemporaine
Le 2 mars 1829, un terrible incendie détruisit 70 maisons.
Le 1er janvier 2025, à la suite d'un arrêté préfectoral du 13 décembre 2024, les communes de Choye et de Villefrancon fusionnent pour former la commune nouvelle de Colombine.

## Politique et administration

### Rattachements administratifs et électoraux

#### Rattachements administratifs
La commune fait partie de l'arrondissement de Vesoul du département de la Haute-Saône, en région Bourgogne-Franche-Comté.
Elle faisait partie depuis 1801 du canton de Gy. Dans le cadre du redécoupage cantonal de 2014 en France, cette circonscription administrative territoriale a disparu, et le canton n'est plus qu'une circonscription électorale.

#### Rattachements électoraux
Pour les élections départementales, la commune fait partie depuis 2014 du canton de Marnay.
Pour l'élection des députés, elle fait partie de la  première circonscription de la Haute-Saône.

### Intercommunalité
Choye est membre de la communauté de communes des monts de Gy, un établissement public de coopération intercommunale (EPCI) à fiscalité propre créé fin 1999 et auquel la commune a transféré un certain nombre de ses compétences, dans les conditions déterminées par le code général des collectivités territoriales.

### Liste des maires
| Période          | Période  | Identité        | Étiquette | Qualité |
| ---------------- | -------- | --------------- | --------- | ------- |
| 1er janvier 2025 | En cours | Gilles Maillard |           |         |

| Période                                  | Période          | Identité           | Étiquette                    | Qualité                                                            |
| ---------------------------------------- | ---------------- | ------------------ | ---------------------------- | ------------------------------------------------------------------ |
| Les données manquantes sont à compléter. |                  |                    |                              |                                                                    |
| 1947                                     | 1959             | Emile Gradoz       |                              |                                                                    |
| 1959                                     | 1983             | Jean Charbonnet    |                              |                                                                    |
| 1983                                     | 1995             | Rémy Charbonnet    |                              |                                                                    |
| 1995                                     | 2008             | Jean-Luc Dumont    |                              | Éducateur Président de la CC des Monts de Gy (2000 → 2018)         |
| mars 2008                                | 2014             | Guy Chevanne,      | NC puis FED[réf. nécessaire] | Cadre territorial Président de la CC des Monts de Gy (2008 → 2014) |
| 2014                                     | 31 décembre 2024 | Guillaume Bouttemy | SE                           | Réélu pour le mandat 2020-2026                                     |

## Population et société

### Démographie
L'évolution du nombre d'habitants est connue à travers les recensements de la population effectués dans la commune depuis 1793. Pour les communes de moins de 10 000 habitants, une enquête de recensement portant sur toute la population est réalisée tous les cinq ans, les populations de référence des années intermédiaires étant quant à elles estimées par interpolation ou extrapolation. Pour la commune, le premier recensement exhaustif entrant dans le cadre du nouveau dispositif a été réalisé en 2006.

En 2022, la commune comptait 475 habitants, en évolution de +6,26 % par rapport à 2016 (Haute-Saône : −1,4 %, France hors Mayotte : +2,11 %).
| 1793 | 1800  | 1806 | 1821 | 1831  | 1836  | 1841  | 1846 | 1851 |
| ---- | ----- | ---- | ---- | ----- | ----- | ----- | ---- | ---- |
| 928  | 1 081 | 976  | 978  | 1 048 | 1 046 | 1 022 | 990  | 976  |

| 1856 | 1861 | 1866 | 1872 | 1876 | 1881 | 1886 | 1891 | 1896 |
| ---- | ---- | ---- | ---- | ---- | ---- | ---- | ---- | ---- |
| 796  | 820  | 830  | 780  | 732  | 702  | 651  | 643  | 593  |

| 1901 | 1906 | 1911 | 1921 | 1926 | 1931 | 1936 | 1946 | 1954 |
| ---- | ---- | ---- | ---- | ---- | ---- | ---- | ---- | ---- |
| 535  | 523  | 503  | 412  | 412  | 392  | 335  | 366  | 428  |

| 1962 | 1968 | 1975 | 1982 | 1990 | 1999 | 2006 | 2011 | 2016 |
| ---- | ---- | ---- | ---- | ---- | ---- | ---- | ---- | ---- |
| 345  | 333  | 349  | 365  | 352  | 354  | 358  | 407  | 447  |

| 2021 | 2022 | - | - | - | - | - | - | - |
| ---- | ---- | - | - | - | - | - | - | - |
| 475  | 475  | - | - | - | - | - | - | - |

## Culture locale et patrimoine

### Lieux et monuments
- Plusieurs bâtiments sont recensés dans la base Mérimée :
  - Château du XVIIIe siècle[26].
  - L'église Saint-Désiré de 1773[27].
  - Le grand lavoir[28].
  - De nombreuses fermes et demeures.
- Le plan d'eau aménagé.

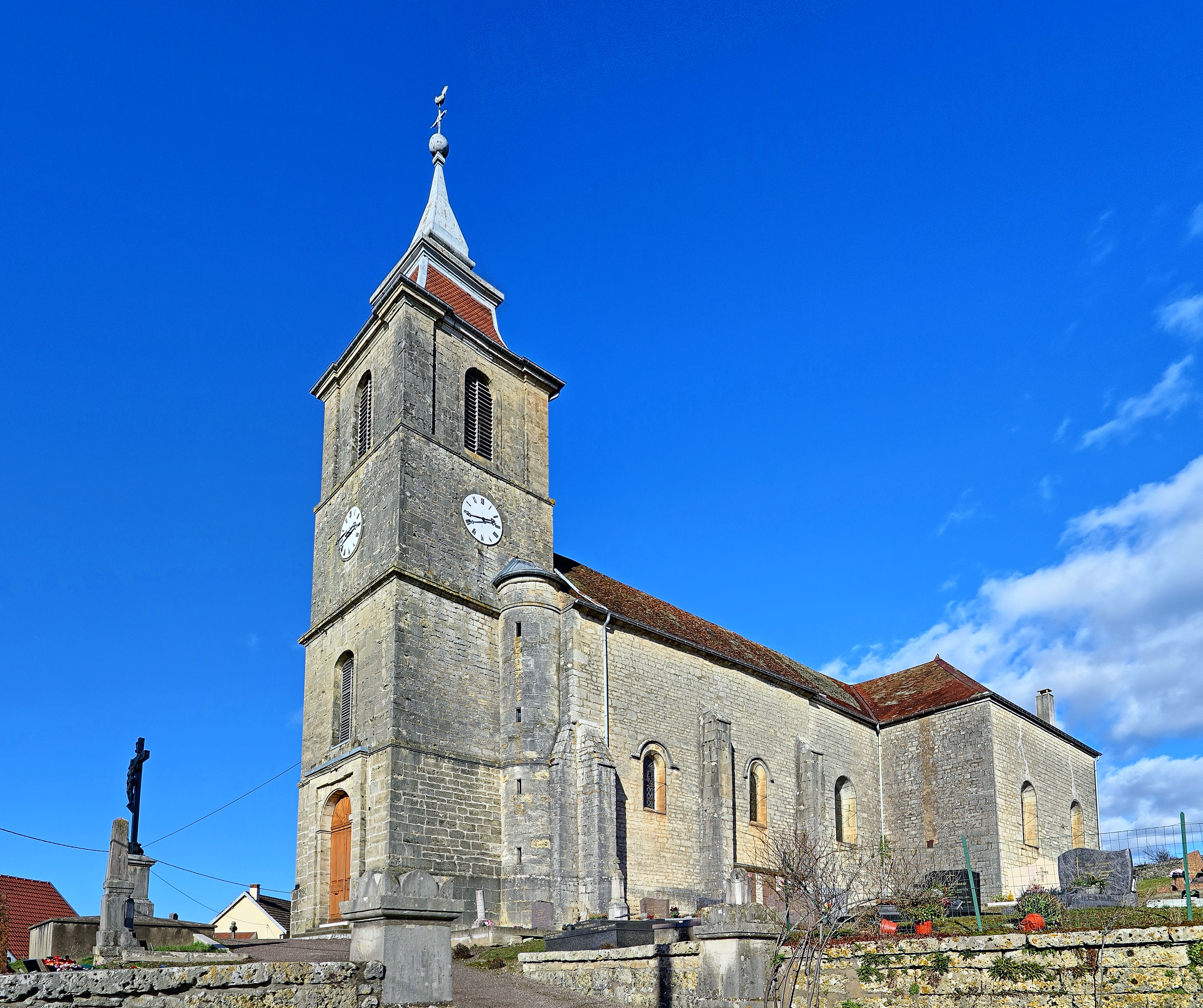
L'église.
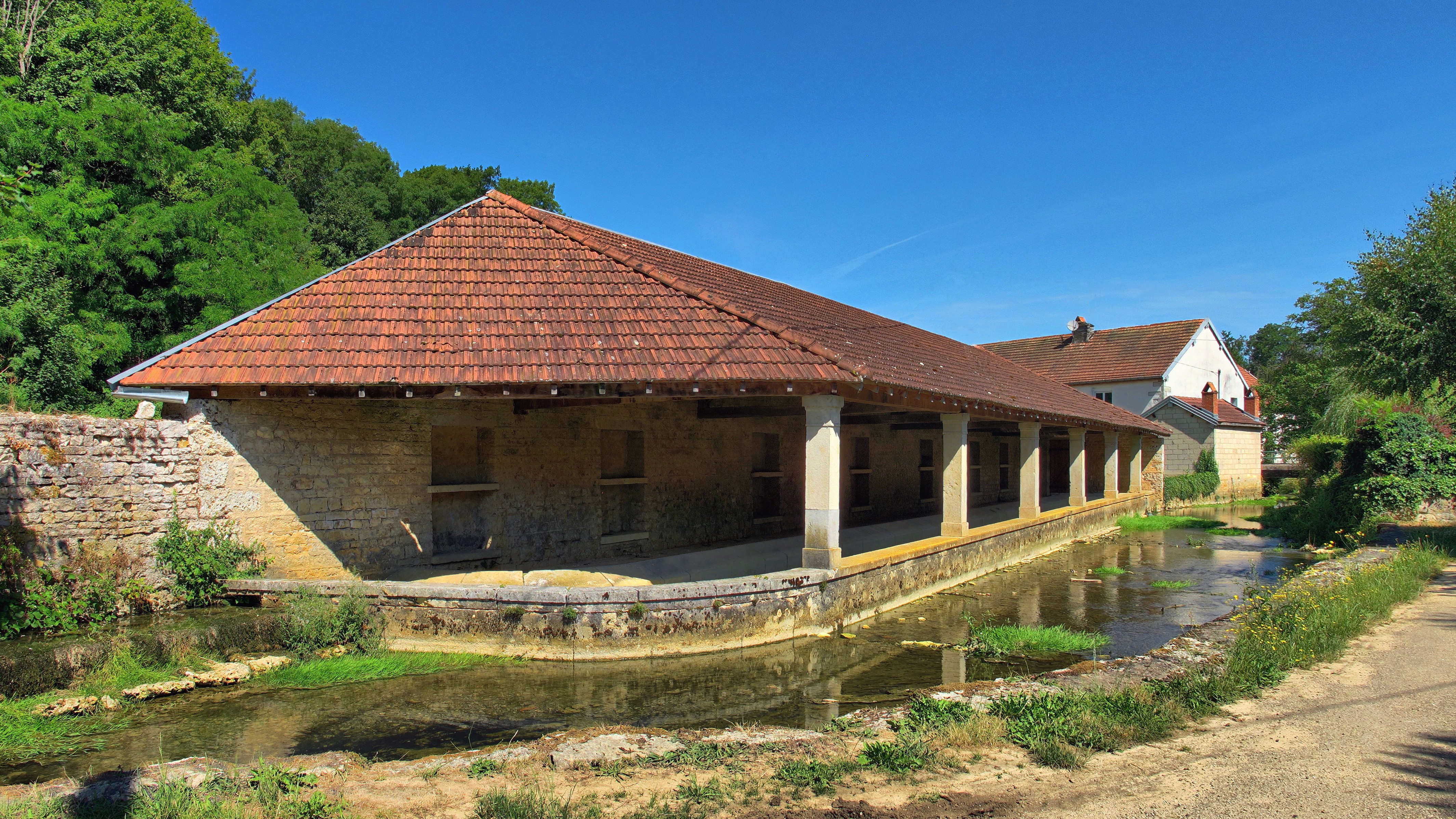
Le grand lavoir.

### Personnalités liées à la commune
- Jean Froissard (1759-1800), général de la Révolution française né à Choye.

### Héraldique
| Blason de Choye | Blason  | D'azur à la fleur à douze pétales d'argent ; au chef d'or chargé de trois étoiles de six rais de gueules. |
| Blason de Choye | Détails | Le statut officiel du blason reste à déterminer.                                                          |

## Pour approfondir